# María Luisa Cordero
María Luisa Cordero Velásquez (Puerto Montt, 23 de enero de 1943) es una médica cirujana , psiquiatra y política chilena. Es conocida por sus múltiples apariciones en programas de radio y televisión de su país, como también por ser autora del polémico libro Jurel tipo salmón (1998) y por su rol como columnista de prensa escrita. Desde el 11 de marzo de 2022 ejerce como diputada de la República de Chile por el distrito N.° 10, tras ser electa en las elecciones de 2021. Es independiente por Chile Vamos. Forma parte de la bancada de Renovación Nacional.

## Biografía
Nació en 1943, hija de Melchor Cordero Matute, comerciante español oriundo de La Rioja, y de la chilena María Herminia Velásquez. Fue la menor de los tres hijos del matrimonio. Vivió su infancia y adolescencia en Puerto Montt, su ciudad natal.
Realizó sus estudios primarios en la ciudad de Puerto Montt, egresando de sus estudios secundarios del Liceo de Niñas N.° 3, Mercedes Marín del Solar de Santiago en 1960. Luego ingresó a estudiar medicina en la Universidad de Chile obteniendo el título de médica cirujana en 1969. Posteriormente, y en la Corporación Nacional Autónoma de Certificación de Especialidades Médicas (CONACEM), realizó dos especialidades: psiquiatría y psiquiatría infantil. Continuó sus estudios de psiquiatría y electroencefalografía en España y Reino Unido. 
Contrajo matrimonio a los 26 años de edad con el abogado socialista Jaime Laso, de quien se separó en 1980. La nulidad de su matrimonio fue declarada oficialmente en 1989, luego de lo cual Laso volvió a casarse.
Además de haber ejercido libremente la profesión de médica, trabajó hasta 2004 en el Instituto Psiquiátrico Dr. José Horwitz, donde ocupó el cargo de jefa del Servicio de Encefalografía.
En el año 2020 ingresa como médica psiquiatra al centro médico “Lemuriano”, atendiendo pacientes durante la pandemia del COVID-19 por vía telemática, finalizando sus funciones en marzo de 2022 para comenzar su trabajo como parlamentaria.
Tras asumir como diputada integró las comisiones permanentes de salud y recursos hídricos y desertificación. Además participó en la comisión especial investigadora sobre actos del Gobierno relacionados con la construcción del hospital de Alto Hospicio, de la inversión pública en infraestructura hospitalaria en esa región y de eventuales irregularidades en contratos celebrados en dicha materia entre 2018 y 2022. Es miembro de los grupos interparlamentarios chileno-estadounidense y chileno-marroquí.

## Vida pública
Participó como comentarista de actualidad en El Diario de Cooperativa, durante la dictadura militar[cita requerida].
Sus polémicos dichos la llevaron a participar como invitada frecuente de importantes programas de televisión en los años 1990, entre ellos Venga conmigo (Canal 13, 1995), Domicilio conocido (Chilevisión) y Contigo en verano (TVN, 1997).
También ha trabajado en la Radio El Conquistador, primero en su programa Cordero a punto (2001-2003, junto a Eduardo Fuentes), que duró hasta el 31 de diciembre de 2003, y en un segundo periodo desde 2012, con una participación especial en el programa Mundo real conducido por Tomás Cox, y posteriormente en el programa Sentido común, donde acompañó en la conducción  al mismo Cox, posteriormente a Ricarte Soto,  Sebastián Gajardo, Felipe Aldana y a Eduardo Fuentes; actualmente el programa es conducido por Juan José Lavín.
En 2012 se convirtió en panelista del programa Mentiras verdaderas de La Red y posteriormente integró el panel de Bienvenidos de Canal 13, programa matinal del cual fue despedida a mediados de 2014. También formó parte del café concert «Las indomables», junto a Raquel Argandoña, Patricia Maldonado y Pamela Díaz.
Hasta 2017 trabajaba como panelista en los programas Síganme los buenos de Vive TV y Primer plano de Chilevisión. Este último canal la despidió en julio de 2017, debido a declaraciones que relativizaban la violencia contra la mujer.

## Carrera política
Ella señala que se hizo partidaria del partido Demócrata Cristiano durante su formación como médica en la Universidad Católica, participando en protestas como estudiante frente al consulado de Cuba (en sus palabras por la situación de los derechos humanos en Cuba durante los años 60) y en la Marcha de la Patria Joven de la elección presidencial de Chile de 1964 (donde finalmente ganó Eduardo Frei Montalva). Durante los años 70 fue opositora al Gobierno de Salvador Allende, siendo especialmente crítica por la situación de desabastecimiento y de creciente violencia política que a su juicio "podría haber terminado en una guerra civil".
Tras el golpe de Estado de 1973, analizó la posibilidad de exiliarse (debido a la militancia socialista de su marido Jaime Laso), descartándolo posteriormente. En la década de 1980 se dedicó intensamente a la actividad gremial, llegando a ser tesorera del Colegio Médico de Chile.
En la década de 1980 se dedicó a la actividad gremial, llegando a ser tesorera del Colegio Médico, entidad a la cual perteneció hasta junio de 2004.
En octubre de 2012, durante una entrevista en el programa Mentiras verdaderas, se declaró como «una ferviente anticomunista». A fines de 2020, anunció su candidatura a la Convención Constitucional en las elecciones de mayo de 2021, donde compitió por el distrito 12 en calidad de independiente en un cupo de la UDI. En los comicios Cordero obtuvo poco más del 4% de los votos, no resultando electa.
En agosto de 2021 anunció su candidatura a la Cámara de Diputadas y Diputados de Chile en las elecciones parlamentarias por el distrito n.º 10 en un cupo de Renovación Nacional. Obtuvo 20 617 votos, equivalentes a un 4,51 % del total de sufragios válidamente emitidos, resultando electa para el periodo 2022-2026.

## Controversias

### Escándalo de las licencias
El 11 de agosto de 2003 se emitió un capítulo del programa En la mira de Chilevisión, en la que Cordero y otros dos psiquiatras fueron acusados de extender licencias médicas de manera fraudulenta, mediante el uso de una cámara oculta. Al mes siguiente, los tres profesionales fueron acusados ante la justicia de fraude al fisco y abuso previsional. Cordero fue procesada por el delito de fraude previsional en 2005, pero la medida fue revertida en febrero de 2008 por la Corte de Apelaciones de Santiago.
Paralelamente, el Colegio Médico de Chile inició un sumario que terminó con la expulsión de Cordero de la entidad el 11 de junio de 2004, teniendo como resultado la expulsión de Cordero de la organización gremial.
Así mismo, Cordero inició acciones penales contra los cuatro periodistas implicados en la grabación de la cámara oculta que la acusó de fraude, los cuales finalmente fueron condenados en 2011 en primera instancia, resolución confirmada por la Corte de Apelaciones en 2012, por infringir la prohibición de grabar conversaciones privadas, estipulada en el Código Penal. Conjuntamente con las acciones penales, demandó a Chilevisión por su responsabilidad civil, siendo este condenado en primera instancia a pagarle a título de indemnización la suma de cincuenta millones de pesos. A pesar de que la Corte de Apelaciones confirmó dicho fallo, este fue revocado por la Corte Suprema, acogiendo los argumentos del canal de televisión.

### Declaraciones en medios de comunicación
Mientras Cordero era panelista de Mentiras verdaderas, el programa fue sancionado por el Consejo Nacional de Televisión (CNTV) en dos oportunidades, la primera por sus dichos del 20 de febrero de 2012 en contra de la modelo Kenita Larraín, y la segunda por sus dichos el 8 de octubre del mismo año sobre una serie de personalidades políticas y deportivas del país.
El 17 de junio de 2014, Cordero calificó como «indio horroroso» a Alexis Sánchez y como «penca y engreído» a Arturo Vidal, ambos jugadores de la Selección chilena de fútbol, en el programa Bienvenidos de Canal 13. Las críticas del público a la panelista se manifestaron tanto en las redes sociales como en denuncias formales al CNTV. A pesar de que Cordero ofreció disculpas públicas por sus dichos, fue desvinculada de la estación televisiva.
El 4 de julio de 2017 se refirió a la denuncia de violencia hacia el cantante Tea-Time por parte de su expareja. En declaraciones en el programa Sentido común de El Conquistador FM, Cordero dijo:

«Él es falopero, drogadicto, descontrolado y ella, Ella tiene un trastorno limítrofe de la personalidad con rasgos de sadomasoquismo y le gusta establecer relaciones tóxicas (...) Yo tenía una especie de policlínico de pacientes maltratadas en el (Hospital) Psiquiátrico y como el 60 % me reconocía que después que le daban la pateadura el sexo era mejor».

Por estos dichos fue desvinculada del canal Chilevisión. Sobre su salida de la estación, Cordero señaló en su defensa:

«Yo me hago cargo. Soy dueña de mis silencios y responsable de mis palabras. Lo mío se llama franqueza en un país de mentirosos. Deploro que no pueda una especialista en psiquiatría opinar como opiné yo».

### Dichos sobre senadora
El 23 de marzo de 2023 la senadora Fabiola Campillai, quien perdió, entre otros, el sentido de la vista por una bomba lacrimógena lanzada directamente a su rostro por un carabinero durante el estallido social, anunció acciones legales en contra de Cordero por injurias. Esto luego que Cordero pusiera en duda públicamente la ceguera de Campillai. El 8 de junio del mismo año la Corte de Apelaciones de Santiago acogió la solicitud de desafuero, quedando la sentencia a cargo del juez Alejandro Aguilar. No obstante, su defensa apeló la decisión ante la Corte Suprema, quedando su desafuero en manos de dicho tribunal.
En agosto de 2023, la Corte Suprema ratificó el desafuero de la diputada, por lo cual pierde el derecho a votar cualquier proyecto, la posibilidad de pedir la palabra en el hemiciclo y no puede participar ni votar en las comisiones, aunque se le pagó la dieta parlamentaria durante este período. Retomó sus funciones en la Cámara el 5 de marzo de 2024.

### Dichos sobre la esquizofrenia
El 9 de abril del 2024, Cordero volvió a estar en el ojo del huracán por sus dichos sobre la esquizofrenia y sus consecuencias hacia los cuidadores de las víctimas de esta enfermedad, argumentando:[cita requerida]

«[...] decirle a la doctora Daza que yo le hago clases de psiquiatría, si hay alguien que no se suicida son los esquizofrénicos, los que se suicidan son los papás, que los tienen que aguantar [...]».

Esto provocó que el diputado Hernan Palma (que tiene una hija con la condición) se mostrara profundamente molesto por los dichos de Cordero, además de múltiples muestras de desaprobación de sus compañeros en la mesa de la comisión de salud en la que se dio la situación, por lo que la misma sesión tuvo que ser suspendida por la presidenta de la sala.[cita requerida]

«[...]Perdon, me va a disculpar presidenta, yo tengo una hija que es esquizofrénica y creanme que no tengo ganas de suicidarme [...], [a Cordero] sus ironías no me hacen ningún chiste [...]».
Hernán Palma

En el mismo contexto el diputado Andres Guiordano calificó los dichos de Cordero como "indolentes" mientras que la diputada Emilia Schneider solicitó que "corte su violencia y el show".[cita requerida]
El día 10 de abril, cuando a nivel nacional se daba cuenta del malestar que provocaron los dichos de la diputada, la misma reafirmo su posición, alegando "victimizacion" por parte de la población, alegando haber recibido insultos u amenazas por redes sociales.[cita requerida]

## Libros
- Jurel tipo Salmón: mapa de la extrema locura chilena, 1998
- Tiburones y sardinas: perfil psicopatológico de la (in)decencia chilena, 1999
- La doctora al ataque, 2013

## Programas de televisión
- Venga conmigo (1995), panelista.
- Domicilio conocido (1996), panelista.
- Contigo en verano (1997), panelista
- Sin Dios ni late (2010-2011), panelista.
- Síganme los buenos (2012-presente), panelista.
- Mentiras Verdaderas (2012-presente), panelista.
- Bienvenidos (2014), panelista.
- Primer plano (2016-2017), panelista.

## Programas de radio
- Cordero a punto (2001-2003), Radio El Conquistador.[29]
- Mundo real (2012-2014), Radio El Conquistador.
- Sentido común (2013-2022), Radio El Conquistador.

## Historial electoral
| Año  | Tipo                          | Territorio    | Pacto             | Partido  | Votos  | %    | Resultado |
| ---- | ----------------------------- | ------------- | ----------------- | -------- | ------ | ---- | --------- |
| 2021 | Convencionales constituyentes | 12.º distrito | Vamos por Chile   | Ind.-UDI | 15 095 | 4,06 | No electa |
| 2021 | Parlamentarias                | 10.º distrito | Chile Podemos Más | Ind.-RN  | 20 498 | 4,49 | Diputada  |